# Либертивил (Илиноис)
Либертивил (енгл. Libertyville) је предграђе Чикага у округу Лејк, савезна држава Илиноис, Сједињене Америчке Државе. Налази се сјеверно од центра Чикага, око 8 километара западно од језера Мичиген. По посљедњем попису из 2010. године, у Либертивилу живи 20.315 становника.

## Култура
У Либертивилу се налази манастир Српске православне цркве посвећен Светом Сави, као и Богословски факултет Светог Саве. Либертивил је сједиште Митрополије либертивилско-чикашке.

## Историја
Посмртни остаци Јована Дучића су након његове смрти 1943. исте године пренесени у манастирску цркву. Владика Николај Велимировић је 27. марта 1956. сахрањен у манастирској цркви. У цркви Светог Саве је до 2013. године и преноса у Србију био сахрањен и Петар II Карађорђевић. Митрополит либертивилско-чикашки Христофор Ковачевић сахрањен је 24. августа 2010. у овом манастиру.

## Знамените личности
- Николај Велимировић (1881–1956)
- Иринеј Ђорђевић (1894–1952)
- Мардарије Ускоковић (1889–1935)
- Дионисије Миливојевић (1898–1979)
- Данило Крстић (1927–2002)
- Христофор Ковачевић (1928–2010)
- Михаило Маџаревић (1894–1965)
- Митрофан Кодић (1951)

## Становништво
| Група             | 2000. | 2010. |
| Белци             |       |       |
| Афроамериканци    |       |       |
| Азијати           |       |       |
| Хиспаноамериканци |       |       |
| Укупно            |       |       |